# Беззвучна заднонебна проходна съгласна
Беззвучната заднонебна проходна съгласна е вид съгласен звук, срещан в някои езици. В българския това е звукът, обозначаван с буквата „х“, освен при озвучаването ѝ пред звучни съгласни.
Част е от групата на съгласните звукове в староанглийския език и все още може да се намери в някои английски диалекти, най-вече в шотландския английски, например loch, broch или saugh (върба).
Символът в Международната фонетична азбука, с който се означава този звук е ⟨x⟩.

## Характеристики
Характеристики на беззвучната заднонебна преходна съгласна:
- Начинът ѝ на учленение е фрикативен, което означава, че се получава чрез свиване на въздушния поток през тесен канал в мястото на учленение, което води до турбулентност.
- Мястото ѝ на учленение е заднонебно, което означава, че се артикулира с края на езика на мекото небце.
- Фонацията ѝ е беззвучна, което означава, че се получава без вибрации на гласните струни.